# Cigánd
Cigánd là một thành phố thuộc hạt Borsod-Abaúj-Zemplén, Hungary. Thành phố này có diện tích 56,76 km², dân số năm 2010 là 2792 người, mật độ 49 người/km².